# Christopher Falzone
Christopher Falzone (Virginia, Estados Unidos, 14 de abril de 1985-Ginebra, Suiza, 21 de octubre de 2014) fue un pianista de música clásica.

## Biografía
Un "artista del teclado brillante e intenso, más valiente y deslumbrante" con un amor y la comprensión de la música profunda, "Christopher Falzone, como el receptor de premios prestigiosos, incluyendo desde Gilmore Keyboard Festival y por Davidson Institute" para reconocer el genio "por su trayectoria musical , "ha sido aclamado por la crítica en los escenarios nacionales y en giras internacionales Medallas Presidenciales En dos ocasiones ha recibido de la República Italiana y en numerosas ocasiones por diversas asociaciones e instituciones europeas que incluyen un Club International Rotary Él es un ganador destacado del Gran Premio Internacional de Piano Competiciones..: XX-XXI Century en Orléans 2010 en Francia, Emil Gilels de 2009 en Odessa, Ucrania; Ettore Pozzoli 2009 en Italia; Martha Argerich 2009: Les Virtuoses du Futuro en Suiza; Música rusa en California, sólo para nombrar unos pocos Él ha aparecido con frecuencia. en programas de televisión y radio a nivel nacional y en el extranjero, así como de haber sido un artista en residencia-en numerosas ocasiones. Conocido como un niño-prodigio improvisando-componer a los seis años, Christopher también hizo su debut como solista de piano en la legendaria "Steinway" de Vladimir Horowitz. Su debut orquestal en Los Ángeles se produjo cuando tenía ocho años con Juventudes Musicales de Disney Orquesta Sinfónica, asombrando a todos los que le oían - en persona o en la televisión nacional - con su extraordinario rendimiento del Concierto para piano de Grieg. Dos años más tarde, regresó en el Hollywood Bowl con Rachmaninoff Concierto N º 2, y desde entonces ha sido aclamado como el pianista joven estreno de hoy, persiguiendo una extenuante - aparentemente incansable! - Plan de actuación como concertista solista, solista de orquesta, conjunto de cámara colaborador y compositor-improvisador. Sr. Falzone ha aparecido en concierto con Michael Tilson Thomas-en Los Angeles, Leonard Slatkin en Chicago, en homenaje a su maestro, Leon Fleisher en Washington DC, y en una transmisión por televisión de Nueva York en el Lincoln Center Avery Fisher Hall. También fue invitado a tocar en festivales internacionales como el Gilmore, Ravinia, Banff, Hilton Head, y en Suiza en Les Sommets du Classique o Ars Antonina en Mónaco, en el prestigioso Festival de Lugano: "Progetto Martha Argerich" y muchos más. Ha actuado en los principales escenarios norteamericanos como el Auditorio Isaac Stern en el Carnegie Hall, la Biblioteca del Congreso, el Centro Kennedy, y en casi todos los continentes como solista con orquestas como la Filarmónica de Odessa, Milano Pomeriggi Musicali, New Japan Philharmonic, Sinfónica de Pittsburgh , Amadeus (México), La Filarmonica di Bacau (Italia), Nuevo Milenio (España), Transilvania Filarmónica, y más.
Sr. FALZONE, quien realiza un repertorio increíblemente diversa, es valiente y verdaderamente a gusto en cualquier estilo y con cualquier compositor, "... lo que es excepcional acerca Christopher Falzone", mientras que la enseñanza en el Instituto Curtis de Música Claude Frank comentó: - "y esto es lo que lo hace diferente de una gran cantidad de" máquinas de piano "- es que una gran cantidad de pensamiento y de mucho amor", como Claude Frank subrayó, "Id por todo la música", y continuó, "mientras que todo lo él juega es en un nivel muy alto ".
En las últimas temporadas, dos estrenos mundiales destacaron comisiones por el Festival Gilmore y el Concurso Internacional de Orleans. Eran Sonata de Yevgeniy Sharlat (2008) y Martin Matalon de ... Del color a la Materia ... (estrenada con Les Percussions de Strasbourg, realizada por el propio compositor). Estos estrenos tuvieron lugar en el Théâtre des Bouffes du Nord de París, Théâtre d'Orléans y en Lugano: "Progetto Martha Argerich". De hecho, al mismo tiempo, el Sr. Falzone ganó el Primer Premio en el concurso de Rachmaninov en Italia estrenando sus transcripciones para piano solo originales de dos conciertos para piano de Mozart y Rachmaninov y muchas otras transcripciones de Rachmaninov y Stravinsky. Otro primer premio que ganó en Madrid en el concurso "Delia Steinberg" con Schubert, Liszt, Chopin, Beethoven, etc, y además, en mayo pasado, él realizó su nueva transcripción original del Concierto de Tchaikovsky y recibió dos premios más en Italia (Cosenza y Cantu).
Durante todo el año el Sr. Falzone continuó con el tema de las transcripciones, y las improvisaciones se añadieron en la gira en Francia, donde una serie de recitales como solista elaboró en su naturaleza creativa y fuerte acento en género contemporáneo: Corigliano, Jolivet, Enescu, Ravel, Scarlatti-Falzone , y él dio estrenos mundo como solista de piano de Falzone, versión única de Piano Quartet N. de Faure 2.
Después dominar clases se dan con un sinnúmero de estudiantes jóvenes y adultos de conservatorio en toda la Región Centro de Francia. Recibido con gran éxito de crítica, sus actuaciones y entrevistas fueron difundidas por radio y televisión a través de Francia y Rumania. Sr. Falzone también lanzó un nuevo CD de la grabación en vivo de obras de Enescu y Sharlat (Sisyphe019), registrados en Francia en el Théâtre d'Orléans / Scène Nationale, venta Jean-Louis Barrault.
Primavera recientes compromisos orquestales incluyen actuaciones en Francia de la epopeya Concierto para piano de Busoni, op. 39 con el francés Orquesta Sinfónica Orleans (Orquesta Sinfónica d'Orléans) y director François-Xavier Bilger. El 17 de abril de 2012 después de una revisión espectacular: "Christopher Falzone à Orléans: une stupéfiante virtuosité" por Jean-Dominique Burtin, pianista británico Leslie Howard comentó: "Él (Ch Falzone.) Debe ser felicitado por su defensa de los poderosos Busoni Concerto - una obra maestra olvidada por todos, pero los pocos que tienen el coraje intelectual y física para realizarla. Es un placer ver su arte tan efusivamente reconocido en esta espléndida crítica "[16 a 12 abrilhttp://www.magcentre.fr/ christopher-falzone-a-orleans-une-stupefiante-virtuosité /]. En el ejercicio de la interpretación orquestal gran escala, de generosa creatividad, el Sr. Falzone transcribió Busoni Piano Concerto en 5 movimientos como una versión solo de piano y dio un estreno el 9 de abril en la Salle de l'Institut, Orleans por un "conocedor" esencial rara-experiencia y este programa excepcional incluye la transcripción de Alkan de Beethoven Concierto ha llevado al descubrimiento de público entusiasta.
En el verano, un tema culminante de transcripciones alcanzó en apoteosis con un doble-transcripción de DUO CONCERTANTE para 2 pianos y orquesta sobre un tema de "Preciosa" (CM von Weber) por Moscheles-Mendelssohn en Progetto Martha Argerich 2012, realizó con la Orquesta della Svizzera Italiana (OSI), pianista italiano Gabriele Baldocci y director de orquesta ruso Alexander Vedernikov.
Mientras que él era un estudiante de Leon Fleisher, la memoria y la capacidad prodigiosa de Falzone le permitieron dominar un repertorio monstruosa, y su maestro señaló que "... no hay casi nada más allá de sus medios y sus percepciones musicales", Desde entonces, ha sido muy respetado por su promoción de obras olvidadas de Hindemith, Busoni, Jolivet, Messiaen, Rodrigo y Blancafort. "Más allá de sus interpretaciones impresionantes enigmáticos y sin defectos, como un potente disparo que encontramos la personalidad del pianista como si él entró en un estado de una búsqueda de la perfección, sin embargo, él no se dejó para bloquearse en allí, estar cuidadosamente atentos a la polifonía con su perspectiva imaginaria, versatilidad, y la poesía, mientras que los efectos de percusión recordaron colores orquestales y allusionary sonoridades.,. "(Concierto Net, Revisión 11-14-11) cuando se vuelve al repertorio clásico y romántico, en palabras del poeta "Falzone tiene un alma vieja y él está trayendo hacia fuera con nueva luz. Prepárate. Abróchate el cinturón. Tantos talentos en nuestro tiempo, pero éste no es uno de ellos ... él es un maestro en la fabricación. I rara vez habla. Marquen mis palabras de hoy. Esto es más que una profecía ". (Gery Geda, FB, 2011).
En 2009 Martha Argerich, dio cuenta de "un hermoso, artista imaginativo y un maravilloso pianista", y se convirtió en una especie de mentor, más amigable que ha dado a su magnífico respaldo influyente.

## Premios
- Primer premio Concurso Young Musicians Foundation.
- Gilmore Young Artist Award 2004.
- Davidson Fellow for extraordinary achievement in music, en 2002.
- Primer premio en el Cantu Romantic concerto International competition 2012 Italia
- Primer premio en el 2° CONCORSO PIANISTICO INTERNAZIONALE “Luciano Luciani” 2012, Italia
- Primer Premio del XXX Concurso Internacional de Piano Delia Steinberg en Madrid (España) en 2011.[3]
- Primer premio en el RAKHMANINOV INTERNATIONAL, ITALiA 2011
- Primer premio en el Concurso Internacional de Piano Isabel Scionti Award, 2009
- Primer premio en el Concurso Internacional de Piano Premio Emil Gilels de Odessa (Gilels International Piano Competition) (Ucrania) en 2009.
- Primer premio en el Concurso Internacional de Piano Premio Ettore Pozzoli de Seregno (Ettore Pozzoli international Piano Competition) (Italia) en 2009.
- Primer premio en el Concurso Internacional de Piano Martha Argerich "BSI LES VIRTUOSES DU FUTUR" 2009
- Primer premio en el Concurso Internacional de Piano, Orleans (Francia) en 2010.[4]
- Primer premio en el Concurso Internacional de Piano Russian Music International Competition 2008

## Discografía
- d’Enesco, Sonates pour piano, op. 24 n°1 en fa dièse mineur et n°3 en ré majeur, Deuxième Suite pour piano, op. 10 et Toccata - Sarabande - Pavane – Bourrée et complété par la Sonate pour piano de Sharlat. Sello Sisyphe.
- "The 26th edition of International piano competition "Ettore Pozzoli" 50 years after its foundation [...] won by excellent Christopher Falzone, ... with the release of the winner's CD".   [...] Falzone can be considered a "virtuos" from every point of view, as he showed in his way to play the etudes and Lisztianian transcription, not to mention the transcendental piano version of Ravel's La Valse, which he played with personal additions. His interpretive personality is complimented by a strong interest in the contemporary pianism, as shown by his refined performance of one of the most extraordinary Messiaen's piece, La traquet rieur (from Catalog d'oiseaux) and two etudes of the French composer Pascal Dusapin, which are among the best in piano repertiore of modern pianism. Thanks to his (Falzone) completeness as interpreter and his refined musicility comes out a perfect rendering of fascinating movements of Waltz(es) op.39 by Johannes Brahms. Obviously this album begins with the execution of Ettore pozzoli's etudes." • Riccardo Risalitti Christopher Falzone, Winner's CD and booklet (2010)